# American Journal of Physiology - Renal Physiology
American journal of Physiology - Renal Physiology is een internationaal, aan collegiale toetsing onderworpen wetenschappelijk tijdschrift op het gebied van de fysiologie, urologie en de nefrologie. De naam wordt in literatuurverwijzingen meestal afgekort tot Am. J. Physiol. Renal Physiol.
Het wordt uitgegeven door de American Physiological Society en verschijnt twee keer per maand.
Het is een van de subtijdschriften van het in 1898 opgerichte American Journal of Physiology.